# Saint-Siméon-de-Bressieux
Saint-Siméon-de-Bressieux település Franciaországban, Isère megyében. Lakosainak száma 3107 fő (2022. január 1.). Saint-Siméon-de-Bressieux Bressieux, Brézins, Châtenay, La Côte-Saint-André, Marnans, Saint-Pierre-de-Bressieux és Sardieu községekkel határos.

## Népesség
A település népessége az elmúlt években az alábbi módon változott:
| Lakosok száma | 1861 | 2600 | 2437 | 2710 | 2823 | 2876 | 2887 | 2921 | 2952 | 3107 |
|               | 1968 | 1982 | 1990 | 2006 | 2013 | 2015 | 2017 | 2019 | 2020 | 2022 |